# Georg Vonficht
Georg Vonficht (* 21. März 1882 in Ingolstadt; † 3. Dezember 1964 in Tegernsee) war von 1909 bis 1935 rechtskundiger Bürgermeister der oberbayerischen Stadt Traunstein.

## Leben
Vonficht wurde während seines Jurastudiums 1901 Mitglied der schwarzen Verbindung Apollo München (seit 1933 Münchener Burschenschaft Apollo). Er promovierte 1907 mit der Inaugural-Dissertation „Das Aufsichtsrecht der Reichsgewalt über die Einzelstaaten.“ Nach dem Ausscheiden von Joseph Ritter von Seuffert aus dem Amt des Bürgermeisters von Traunstein wurde Vonficht 1909 vom Magistrat zu dessen Nachfolger gewählt. Am 8. November 1918, als in München die Revolution entflammte, richtete er einen Appell an die Einwohner Traunsteins: „In der Hauptstadt Bayerns vollziehen sich zur Zeit große politische Umwälzungen. Wie die Ereignisse sich auch weiter abspielen mögen, für uns in Traunstein heißt das Gebot der Stunde: Einigkeit, Ruhe und Ordnung.“
Vonficht band die revolutionären Organe zeitweise in seine Arbeit ein und blieb auch nach der Einführung der Ratsverfassung in den bayerischen Kommunen 1919 Bürgermeister.  Aufgrund einer neuen Regelung von 1924 stand den Bürgermeistern der kreisfreien Städte nunmehr der Titel „Oberbürgermeister“ zu; aus dem Bürgermeister wurde so der Oberbürgermeister. Obwohl er bereits im Juni 1933 seinen Rücktritt angeboten hatte, blieb Vonficht nach der Machtergreifung der Nationalsozialisten im Jahr 1933 wegen seiner unbestrittenen Fachkompetenz zunächst im Amt und wurde erst 1935 abgesetzt.
Zuvor war er am 2. Oktober 1934 anlässlich seines 25-jährigen Dienstjubiläums in „Würdigung und dankbarer Anerkennung seiner außerordentlich verdienstvollen, pflichttreuen und ersprießlichen Wirksamkeit zu allen Zeiten seiner Amtsführung“ zum Ehrenbürger von Traunstein ernannt worden.
Nach seiner Entlassung übersiedelte er nach München. Nach seinem Tod wurde er in der Ehrengruft der Stadt auf dem Waldfriedhof beigesetzt. Nach ihm wurde in Traunstein eine Straße benannt.